# Jack Elway
Pour les articles homonymes, voir Elway.
John Albert « Jack » Elway, Sr., né le 30 mai 1931 et mort le 15 avril 2001, était un entraîneur universitaire américain de football américain et le père du joueur John Elway.

## Biographie
Il était originaire de Hoquiam dans le sud-ouest de l'État de Washington et a joué quarterback pour les Washington State Cougars de l'Université de l'État de Washington dans les années 1950 à Pullman.
Elway enseigna et entraîna ensuite à la Port Angeles High School de Port Angeles. De 1961 à 1966, il a été l'entraîneur au Grays Harbor College d'Aberdeen. En 1966, il devient assistant entraîneur à l'université du Montana à Missoula, puis à son alma mater l'université de l'État de Washington et resta jusqu'à la saison 1975.
En 1976, Jack Elway est devenu l'entraîneur-chef à l'université d'État de Californie à Northridge dans la vallée de San Fernando de 1976 à 1978. À ce moment-là, son fils John impressionna les recruteurs universitaires par ses prestations comme quarterback à la Granada Hills High School. John reçu de nombreuses propositions de bourses et choisi l'Université Stanford.
Après trois saisons à Northridge, Jack Elway rejoint l'université d'État de San José en 1983 où il travailla notamment avec Dennis Erickson. L'équipe a connu une bonne série de succès, en particulier contre les équipes rivales, de l'Université Stanford et de l'Université de Californie. Elway compila 35 victoires, 20 défaites et un nul.
Après le diplôme de John à Stanford, Jack Elway a entraîné l'université Stanford cinq saisons à partir de 1988, où il a compilé 25 victoires, 29 défaites et 2 nuls. Il a ensuite entraîné les Francfort Galaxy de la World League of American Football durant les deux premières années de la compétition en 1991 et 1992. Elway a travaillé plus tard en tant que recruteur, puis consultant, pour les Broncos de Denver où son fils jouait.
Il est mort en avril 2001 à Palm Springs en Californie.